# Premiership Rugby 2002-2003
Premiership Rugby 2002-03 fu il 16º campionato nazionale inglese di rugby a 15 di prima divisione.
Si tenne dal 30 agosto 2002 al 31 maggio 2003 tra 12 squadre, che si incontrarono nella stagione regolare a girone unico che designò le tre contendenti ai play-off per il titolo finale.
Il torneo fu noto come Zurich Premiership a seguito di accordo di naming stipulato ad agosto 2000 con il gruppo assicurativo svizzero Zurich.
Nel torneo in oggetto divenne parte integrante la fase a play-off che, fu deciso fin dall'inizio, avrebbe deciso la vincitrice del titolo; tuttavia la formula a 8 squadre, estremamente criticata nella precedente stagione e accantonata ai fini dell'assegnazione del campionato, fu abbandonata a favore di una di tipo challenge: la vincitrice della stagione regolare accedette direttamente alla finale per il titolo, mentre la seconda e la terza spareggiarono tra di esse per decidere la seconda finalista.
Ai fini della qualificazione alle Coppe europee fu introdotto anche un altro torneo a eliminazione, denominato Zurich Wildcard, che vide contrapposte le squadre tra il quinto e l'ottavo posto con gara doppia di semifinale e finale in gara unica: la vincente di tale torneo avrebbe guadagnato un posto nella Heineken Cup 2003-04.
La stagione regolare terminò con il Gloucester dominatore del torneo con 15 punti di vantaggio sul London Wasps, ma successivamente sconfitto 3-39 in finale contro gli stessi avversari, la qual cosa rinfocolò le critiche al sistema e alle tempistiche dei play-off.
Lo stesso (all'epoca) C.T. della nazionale inglese Clive Woodward non mancò di far notare l'incoerenza di lasciare inattivo il Gloucester per tre settimane prima di obbligarlo a disputare la finale di Premiership laddove il London Wasps aveva disputato la finale di Coppa Anglo-Gallese e la semifinale di campionato; fu proposto quindi l'accorciamento della stagione regolare e il compattamento dei tempi dei play-off per tenere tutte le squadre allo stesso livello di forma.
Grazie a tale titolo il Wasps avanzò nel palmarès a quota 3 vittorie finali.
A retrocedere in National Division One, la seconda divisione inglese, fu invece il Bristol.
Il torneo della Zurich Wildcard e, con esso, il posto in Heineken Cup, fu appannaggio del Leicester, vincitore 27-20 sul Saracens a Northampton nello stesso giorno in cui si tenne a Twickenham la finale di campionato.
Il valore delle marcature, come stabilito dall’IRFB nel 1992, era: 5 punti per ciascuna meta (7 se trasformata), 3 punti per la realizzazione di ciascun calcio piazzato, idem per il drop.

## Squadre partecipanti
- Bath
- Bristol
- Gloucester
- Harlequins (Londra)
- Leeds Tykes
- Leicester
- London Irish (Londra)
- London Wasps (Londra)
- Newcastle (Newcastle upon Tyne)
- Northampton
- Sale Sharks (Sale)
- Saracens (Londra)

## Stagione regolare

### Risultati
| Data       | 1ª giornata                 | Risultato |
| ---------- | --------------------------- | --------- |
| 30-8-2002  | Sale Sharks – Northampton   | 24-21     |
| 31-8-2002  | Leeds – Leicester           | 26-13     |
| 31-8-2002  | Harlequins – Gloucester     | 19-25     |
| 1-9-2002   | Newcastle – London Wasps    | 24-17     |
| 1-9-2002   | Bristol – Saracens          | 30-45     |
| 1-9-2002   | London Irish – Bath         | 22-24     |
|            |                             |           |
|            | 4ª giornata                 |           |
| 20-9-2002  | Leeds – Sale Sharks         | 29-29     |
| 21-9-2002  | Gloucester – Bristol        | 45-18     |
| 21-9-2002  | Leicester - Newcastle       | 52-9      |
| 21-9-2002  | Harlequins – London Irish   | 29-19     |
| 21-9-2002  | Northampton – Bath          | 24-3      |
| 22-9-2002  | London Wasps – Saracens     | 51-23     |
|            |                             |           |
|            | 7ª giornata                 |           |
| 26-10-2002 | London Wasps – Gloucester   | 23-16     |
| 26-10-2002 | Bath – Leeds                | 20-22     |
| 26-10-2002 | Newcastle – Sale Sharks     | 31-20     |
| 27-10-2002 | London Irish – Northampton  | 12-14     |
| 27-10-2002 | Saracens – Leicester        | 18-26     |
| 2-3-2003   | Bristol – Harlequins        | 48-41     |
|            |                             |           |
|            | 10ª giornata                |           |
| 15-11-2002 | Leicester – Gloucester      | 20-15     |
| 15-11-2002 | Sale Sharks – Saracens      | 37-26     |
| 17-11-2002 | Leeds – Northampton         | 26-19     |
| 17-11-2002 | Newcastle – Bath            | 20-24     |
| 17-11-2002 | Bristol – London Irish      | 32-32     |
| 17-11-2002 | Harlequins – London Wasps   | 27-14     |
|            |                             |           |
|            | 13ª giornata                |           |
| 27-12-2002 | London Wasps – Leicester    | 26-13     |
| 28-12-2002 | Bath – Harlequins           | 23-9      |
| 28-12-2002 | Northampton – Gloucester    | 13-16     |
| 29-12-2002 | Bristol – Sale Sharks       | 18-6      |
| 29-12-2002 | London Irish – Newcastle    | 20-0      |
| 29-12-2002 | Saracens – Leeds            | 11-6      |
|            |                             |           |
|            | 16ª giornata                |           |
| 7-2-2003   | Leeds – Newcastle           | 12-17     |
| 8-2-2003   | Leicester – Bristol         | 40-6      |
| 8-2-2003   | Gloucester – Bath           | 29-16     |
| 8-2-2003   | Harlequins - Sale Sharks    | 0-45      |
| 8-2-2003   | Northampton – Saracens      | 34-25     |
| 9-2-2003   | London Wasps – London Irish | 35-11     |
|            |                             |           |
|            | 19ª giornata                |           |
| 1-3-2003   | Bath – Saracens             | 30-9      |
| 16-4-2003  | Sale Sharks – Gloucester    | 30-30     |
| 19-4-2003  | Harlequins – Leicester      | 17-9      |
| 20-4-2003  | Bristol – London Wasps      | 19-34     |
| 20-4-2003  | London Irish – Leeds        | 14-26     |
| 20-4-2003  | Newcastle – Northampton     | 22-20     |
|            |                             |           |
|            | 22ª giornata                |           |
| 10-5-2003  | Bath Rugby – Newcastle      | 24-12     |
| 10-5-2003  | Gloucester – Leicester      | 31-13     |
| 10-5-2003  | London Irish – Bristol      | 41-21     |
| 10-5-2003  | London Wasps – Harlequins   | 21-25     |
| 10-5-2003  | Northampton – Leeds         | 28-6      |
| 10-5-2003  | Saracens – Sale Sharks      | 34-19     |

|            | 2ª giornata                 |       |
| ---------- | --------------------------- | ----- |
| 7-9-2002   | Northampton – Newcastle     | 31-13 |
| 7-9-2002   | Gloucester – Sale Sharks    | 44-8  |
| 7-9-2002   | Leicester – Harlequins      | 30-6  |
| 8-9-2002   | Leeds – London Irish        | 41-16 |
| 8-9-2002   | London Wasps – Bristol      | 38-35 |
| 8-9-2002   | Saracens – Bath             | 28-3  |
|            |                             |       |
|            | 5ª giornata                 |       |
| 27-9-2002  | Sale Sharks – Harlequins    | 20-16 |
| 28-9-2002  | Saracens – Northampton      | 31-19 |
| 28-9-2002  | Bath – Gloucester           | 21-21 |
| 29-9-2002  | Newcastle - Leeds           | 27-20 |
| 29-9-2002  | Bristol – Leicester         | 25-20 |
| 29-9-2002  | London Irish – London Wasps | 21-31 |
|            |                             |       |
|            | 8ª giornata                 |       |
| 1-11-2002  | Sale Sharks – Bristol       | 28-14 |
| 2-11-2002  | Harlequins – Bath           | 18-9  |
| 2-11-2002  | Gloucester – Northampton    | 18-9  |
| 2-11-2002  | Leicester – London Wasps    | 9-6   |
| 3-11-2002  | Leeds – Saracens            | 27-18 |
| 3-11-2002  | Newcastle – London Irish    | 16-24 |
|            |                             |       |
|            | 11ª giornata                |       |
| 23-11-2002 | Northampton – Harlequins    | 35-7  |
| 24-11-2002 | Bath – Bristol              | 19-30 |
| 24-11-2002 | Gloucester – Leeds          | 28-10 |
| 24-11-2002 | London Irish – Leicester    | 27-7  |
| 24-11-2002 | London Wasps – Sale Sharks  | 25-32 |
| 24-11-2002 | Saracens – Newcastle        | 17-13 |
|            |                             |       |
|            | 14ª giornata                |       |
| 3-1-2003   | Leeds – Bath                | 20-7  |
| 3-1-2003   | Sale Sharks – Newcastle     | 38-3  |
| 4-1-2003   | Gloucester – London Wasps   | 24-17 |
| 4-1-2003   | Leicester – Saracens        | 23-18 |
| 4-1-2003   | Harlequins – Bristol        | 26-17 |
| 4-1-2003   | Northampton – London Irish  | 10-22 |
|            |                             |       |
|            | 17ª giornata                |       |
| 15-3-2003  | Bath – Northampton          | 10-27 |
| 15-3-2003  | Sale Sharks – Leeds         | 32-20 |
| 16-3-2003  | London Irish – Harlequins   | 6-16  |
| 16-3-2003  | Newcastle – Leicester       | 24-22 |
| 16-3-2003  | Bristol – Gloucester        | 21-38 |
| 16-3-2003  | Saracens – London Wasps     | 31-42 |
|            |                             |       |
|            | 20ª giornata                |       |
| 1-3-2003   | London Wasps – Newcastle    | 13-12 |
| 10-4-2003  | Bath Rugby – London Irish   | 18-15 |
| 26-4-2003  | Gloucester – Harlequins     | 29-11 |
| 26-4-2003  | Leicester – Leeds           | 18-17 |
| 26-4-2003  | Northampton – Sale Sharks   | 27-17 |
| 29-4-2003  | Saracens – Bristol          | 17-16 |

|            | 3ª giornata                |       |
| ---------- | -------------------------- | ----- |
| 13-9-2002  | Sale Sharks – Leicester    | 29-16 |
| 14-9-2002  | Bath – London Wasps        | 27-27 |
| 14-9-2002  | Harlequins – Leeds         | 23-33 |
| 15-9-2002  | Newcastle – Gloucester     | 19-22 |
| 15-9-2002  | Bristol – Northampton      | 28-36 |
| 15-9-2002  | London Irish – Saracens    | 32-10 |
|            |                            |       |
|            | 6ª giornata                |       |
| 5-10-2002  | Sale Sharks London Irish   | 36-14 |
| 5-10-2002  | Gloucester – Saracens      | 44-14 |
| 5-10-2002  | Leicester – Bath           | 22-20 |
| 5-10-2002  | Harlequins – Newcastle     | 47-23 |
| 5-10-2002  | Northampton – London Wasps | 34-20 |
| 6-10-2002  | Leeds – Bristol            | 25-13 |
|            |                            |       |
|            | 9ª giornata                |       |
| 9-11-2002  | Northampton – Leicester    | 3-16  |
| 10-11-2002 | Bath – Sale Sharks         | 24-18 |
| 10-11-2002 | London Irish – Gloucester  | 19-40 |
| 10-11-2002 | Bristol – Newcastle        | 38-10 |
| 10-11-2002 | London Wasps – Leeds       | 27-27 |
| 10-11-2002 | Saracens – Harlequins      | 36-30 |
|            |                            |       |
|            | 12ª giornata               |       |
| 29-11-2002 | Sale Sharks – Bath         | 36-18 |
| 30-11-2002 | Gloucester – London Irish  | 25-20 |
| 30-11-2002 | Harlequins – Saracens      | 36-32 |
| 30-11-2002 | Leicester – Northampton    | 12-15 |
| 1-12-2002  | Leeds – London Wasps       | 15-18 |
| 1-12-2002  | Newcastle – Bristol        | 12-20 |
|            |                            |       |
|            | 15ª giornata               |       |
| 1-2-2003   | Newcastle – Harlequins     | 32-17 |
| 1-2-2003   | Bath – Leicester           | 8-15  |
| 2-2-2003   | Bristol – Leeds            | 12-17 |
| 2-2-2003   | London Irish – Sale Sharks | 11-23 |
| 2-2-2003   | London Wasps – Northampton | 16-9  |
| 2-2-2003   | Saracens – Gloucester      | 22-29 |
|            |                            |       |
|            | 18ª giornata               |       |
| 4-4-2003   | Leeds – Harlequins         | 23-22 |
| 6-4-2003   | London Wasps – Bath        | 36-17 |
| 6-4-2003   | Saracens – London Irish    | 12-14 |
| 6-4-2003   | Leicester – Sale Sharks    | 33-20 |
| 12-4-2003  | Gloucester – Newcastle     | 25-23 |
| 16-4-2003  | Northampton – Bristol      | 43-13 |
|            |                            |       |
|            | 21ª giornata               |       |
| 2-5-2003   | Harlequins – Northampton   | 19-31 |
| 3-5-2004   | Leicester – London Irish   | 19-20 |
| 3-5-2004   | Sale Sharks – London Wasps | 9-16  |
| 4-5-2004   | Leeds – Gloucester         | 30-23 |
| 4-5-2004   | Bristol – Bath             | 30-20 |
| 4-5-2004   | Newcastle – Saracens       | 26-22 |

### Classifica
| Pos | Squadra      | G  | V  | N | P  | PF  | PS  | DP   | BMP | Pt |
| --- | ------------ | -- | -- | - | -- | --- | --- | ---- | --- | -- |
| 1   | Gloucester   | 22 | 17 | 2 | 3  | 617 | 396 | +221 | 10  | 82 |
| 2   | London Wasps | 22 | 13 | 2 | 7  | 553 | 460 | +93  | 11  | 67 |
| 3   | Northampton  | 22 | 13 | 0 | 9  | 512 | 376 | +136 | 10  | 62 |
| 4   | Sale Sharks  | 22 | 12 | 2 | 8  | 556 | 470 | +86  | 10  | 62 |
| 5   | Leeds Tykes  | 22 | 12 | 2 | 8  | 478 | 435 | +43  | 6   | 58 |
| 6   | Leicester    | 22 | 12 | 0 | 10 | 448 | 396 | +52  | 7   | 55 |
| 7   | Harlequins   | 22 | 9  | 0 | 13 | 461 | 560 | −99  | 8   | 44 |
| 8   | Saracens     | 22 | 8  | 0 | 14 | 499 | 587 | −88  | 10  | 42 |
| 9   | London Irish | 22 | 8  | 1 | 13 | 432 | 485 | −53  | 6   | 40 |
| 10  | Newcastle    | 22 | 8  | 0 | 14 | 388 | 545 | −157 | 8   | 40 |
| 11  | Bath         | 22 | 7  | 2 | 13 | 385 | 490 | −105 | 4   | 36 |
| 12  | Bristol      | 22 | 7  | 1 | 14 | 504 | 633 | −129 | 6   | 36 |

## Play-off
|  | Semifinale | Semifinale   | Semifinale   |              |            | Finale     | Finale | Finale |  |
|  |            |              |              |              |            |            |        |        |  |
|  | 2          | London Wasps | 19           |              |            |            |        |        |  |
|  | 2          | London Wasps | 19           |              |            |            |        |        |  |
|  | 3          | Northampton  | 10           |              |            |            |        |        |  |
|  | 3          | Northampton  | 10           |              | Gloucester | Gloucester | 3      |        |  |
|  |            |              |              |              | Gloucester | Gloucester | 3      |        |  |
|  |            |              | London Wasps | London Wasps | 39         |            |        |        |  |

### Semifinale
| Arbitro: | Chris White (Cheltenham) |

|          |      |         |
| Waters   | mt   | Cohen   |
| King     | tr   | Reihana |
| King (3) | c.p. | Reihana |
| King     | drop |         |

### Finale
| Arbitro: | Tony Spreadbury (Bath) |

| |              | |
| | mt           | 2’, 40’ Lewsey 71’ Worsley |
| | tr           | 2’, 40’, 71’ King |
| Mercier 4’ | c.p.         | 9’, 12’, 45’, 53’ King |
| | drop         | 19’, 47’ King |
| · Delport · 76’ Garvey · 63’ Fanolua · Paul · Simpson-Daniel · 68’ Mercier · 43’ Gomarsall · Roncero · Azam · Vickery · Eustace · 41’ Cornwell · Boer · Hazell · 53’ Paramore | Formazioni   | · v. Gisbergen · Lewsey · Waters · Abbott 69’ · Logan · King · Howley 71’ · Dowd 74’ · Leota 62’ · Green · Shaw 73’ · Birkett · Worsley · Volley 73’ · Dallaglio |
| · 41’ Fidler · 53’ Buxton · 63’ Todd · 68’ Amor · 76’ Stuart-Smith | Sostituzioni | · Greening 62’ · Denney 69’ · Wood 71’ · Scrivener 73’ · Lock 73’ · McKenzie 74’                                                                                 |
| Nigel Melville | Allenatori   | Warren Gatland |

## Zurich wildcard
|  | Semifinali | Semifinali  | Semifinali | Semifinali |  |  | Finale Wildcard | Finale Wildcard | Finale Wildcard |  |
|  |            |             |            |            |  |  |                 |                 |                 |  |
|  | 8          | Saracens    | 57         | 13         |  |  |                 |                 |                 |  |
|  | 5          | Leeds Tykes | 21         | 27         |  |  | Saracens        | Saracens        | 20              |  |
|  | 7          | Harlequins  | 26         | 13         |  |  | Leicester       | Leicester       | 27              |  |
|  | 6          | Leicester   | 23         | 28         |  |  |                 |                 |                 |  |

### Semifinali
| Arbitro: | Dave Pearson (Newcastle) |

|              |      |                 |
| Fuga Deane   | mt   | G. Murphy Corry |
| P. Burke (2) | tr   | Stimpson (2)    |
| P. Burke (3) | c.p. | Stimpson (3)    |
| P. Burke     | drop |                 |

| Arbitro: | Roy Maybank (Londra) |

|                                                  |      |                  |
| Johnston Shanklin O’Mahony Chesney Horan Sorrell | mt   | Stanley (2) Hall |
| An. Goode (6)                                    | tr   | Ross (3)         |
| An. Goode (5)                                    | c.p. |                  |

| Arbitro: | Roy Maybank (Londra) |

|                             |      |          |
| Gelderbloom Back W. Skinner | mt   | Monye    |
| Stimpson (2)                | tr   | P. Burke |
| Stimpson (3)                | c.p. | P. Burke |

| Arbitro: | Tony Spreadbury (Bath) |

|                                    |      |               |
| Scarbrough C. Murphy Popham Mather | mt   | Cairns        |
| Ross (2)                           | tr   | An. Goode     |
| Ross                               | c.p. | An. Goode (2) |

### Finale Wildcard
| Arbitro: | Roy Maybank (Londra) |

|                    |      |              |
| R.A. Hill Haughton | mt   | West Back    |
| An. Goode (2)      | tr   | Stimpson     |
| An. Goode (2)      | c.p. | Stimpson (4) |
|                    | drop | McMullen     |

## Verdetti
- London Wasps: Campione d'Inghilterra.
- London Wasps, Gloucester, Northampton, Sale Sharks, Leeds Tykes, Leicester: qualificate alla Heineken Cup 2003-04.
- : Harlequins, London Irish, Newcastle, Saracens, Bath: qualificate alla Challenge Cup 2003-04.
- Bristol: retrocessa in National Division One 2003-04.